# Dale Brown
Dale Duward Brown (Minot, 31 ottobre 1935) è un allenatore di pallacanestro statunitense.